# Mystery of the Urinal Deuce
«Mystery of the Urinal Deuce» (en España «El misterio de la caca en el urinario» y en Hispanoamérica «El Misterio del mojón en el urinal») es el episodio N.º 148 de la serie animada South Park. El episodio es una sátira de las conspiraciones del 9/11.

## Trama
Alguien en el baño de los niños ha defecado en el urinal del baño, Cartman dice que eso puede ser parte de una conspiración como el 9/11. Los otros chicos, pero sobre todo, Kyle dice que todo aquel que piensa que el 9/11 fue una conspiración "es un retrasado", pero el Sr. Mackey desmiente que eso sea una conspiración y dice que no descansará hasta hallar al responsable y darle un castigo ejemplar. La policía del condado al mando del Sargento Yates delega la tarea de investigar la cagada a los Hermanos Hardly (parodia de The Hardy Boys, traducido a "Casimiro" en la versión al español) quienes fingen sentir pistas mirándose mutuamente (cuando en verdad sienten erecciones).
Cartman por su parte le insiste a sus amigos que el 9/11 fue una conspiración pero Kyle, Stan y Kenny creen lo contrario, además de basarse en la estadística de que "el 15% de los norteamericanos son ignorantes", pero eso no detiene a Cartman, quien se da a la tarea de investigar y, tras presentar varias coincidencias, al día siguiente en la clase concluye que el culpable de los atentados del 9/11 es Kyle (al poner una foto de la torre sur incendiándose y con un dibujo de Kyle sosteniendo un cuchillo), Cartman cree eso, ya que su puntaje en prueba de lenguaje fue 91%, 12 días después de los atentados, además de poner las típicas pruebas del supuesto misil en el Pentágono y dinamita en las torres gemelas. A pesar de la invalidez de las teorías infundamentadas de Cartman, todos en la escuela creen que Kyle fue culpable de los atentados del 9/11, Kyle trata vanamente de convencer a todos en la escuela pero nadie le hace caso y se queja ante su madre, lo cual hace que haya una reunión en el pueblo, donde varios residentes creen que los atentados del 9/11 fueron una conspiración y el Sargento Yates contrata también a los Hardly boys para investigar ese caso.
Kyle le pide a Stan que le ayude a comprobar su inocencia y ambos buscan a la organización que argumenta que el 9/11 fue una conspiración y encuentran en una pequeña casa a un representante de dicha organización con una camiseta de 911truth.org (referencia a Dan Nalven, propietario del Website) y este les muestra a ambos chicos botellas con anthrax como una evidencia a la vez que argumenta que el gobierno americano finge atentados para ganar popularidad y hacer creer que controla todo. Los tres son capturados por un escuadrón SWAT y llevados al Despacho Oval de la Casa Blanca donde los esperan Condoleezza Rice, Dick Cheney, Donald Rumsfeld y el mismo Presidente George W. Bush quien confirma que el 9/11 fue una conspiración para provocar la guerra contra Afganistán e Irak, con el objeto de tener el monopolio del petróleo. Bush asesina al líder del grupo, mientras que Cheney trata de matar disparándoles con una ballesta a Stan y Kyle pero falla (alusión al Accidente de cacería de Dick Cheney) disparándole a la alarma de incendios y ambos niños logran huir de la Casa Blanca, aun así, Bush ordena matarlos. Por otro lado, Clyde admite haber cagado en el urinal pero cuando Mackey trata de recriminarle eso, los padres de Clyde desmienten eso confirmando que a Clyde se le había hecho una colostomía a los 5 años. Mackey trata de hacer reflexionar a los estudiantes sobre el mojón en el orinal, pero los niños no dejan de reírse de ello. 
Luego en Chicago, Kyle y Stan ven al líder de la página web de la conspiración del 9/11 saliendo de un McDonalds, que, al parecer, no había sido asesinado antes, ambos le persiguen hasta un callejón donde es asesinado por el padre de los Hardly Boys, quien revela que sus hijos habían descubierto que las páginas de internet sobre conspiraciones sobre el 9/11 son, en parte, avaladas por el gobierno. Posteriormente, llega Bush aceptando no aceptando que el 9/11 no fue una conspiración y que tales páginas web las avalaba el gobierno haciendo que hasta mismos funcionarios del gobierno conspiren a su vez contra el mismo, confirmando así que el 15% de los estadounidenses son retrasados y que gracias a eso mantenían popularidad y control en todo Estados Unidos. En otras palabras según Stan; el 9/11 había sido provocado por un grupo de musulmanes resentidos.
Cuando el padre de los hermanos Hardly pregunta cómo sabían la ubicación de la casa Hardly, una pistola apunta a Kyle, cuando la cámara gira es Stan quien encañona a Kyle. Stan confiesa haber defecado en el urinal ya que los demás inodoros estaban ocupados. Con esta rara misión hecha por ambos se descubre que tanto el mojón el urinal como el 9/11 no fueron conspiraciones, el 9/11 fue provocado por fundamentalistas islámicos y el gobierno acepta que querían que el gobierno le hiciese creer a los americanos que Bush y su administración tenían el control de todo. Posteriormente, Stan es obligado a limpiar el urinal y el Sr. Mackey le reclama su mala acción e intenta hacerle reflexionar con supuestos (algo que en verdad le divierte a Stan).